# 威洛布魯克 (加利福尼亞州)
威洛布魯克（英語：Willowbrook）是位於美國加利福尼亞州洛杉磯縣的一個人口普查指定地區。

## 地理
威洛布魯克的座標為33°55′03″N 118°15′10″W / 33.91750°N 118.25278°W，而該地最高點為海拔高度29米（即95英尺）。

## 人口
根據2010年美國人口普查的數據，威洛布魯克的面積為9.765平方千米，當中陸地面積為9.744平方千米，而水域面積為0.021平方千米。當地共有人口35983人，而人口密度為每平方千米3,684人。